# Генріх VI (граф Люксембургу)
Генріх VI Лев (нім. Heinrich VI., фр. Henri VI le Lion; бл. 1250 — 5 червня 1288) — граф Люксембургу і Арлона в 1281—1288 роках.

## Життєпис
Походив з династії Люксембургів. Старший син Генріха V, графа Люксембургу, та Маргарити Барської. Народився близько 1250 року. 1265 року оженився з представницею роду д'Авен. 1270—1272 роках був адміністратором (намісником) Люксембурга під час відсутності батька, що брав участь у хрестових походах.
У 1281 році після смерті Генріха V успадкував Люксембурзьке і Арлонське графства . У 1283 померла герцогиня Лімбурга Ірменгарда. При цьому чоловік Ірменгарди, Рейнальд I Гельдернський, отримав від імператора Рудольфа I право на довічне володіння феодом дружини і вирішив зберегти його за собою. Рейнальд I намагався за підтримки архієпископа Кельнського здолати свого супротивника Адольфа VII, графа Берга. Генріх VI також втрутився в цю справу, маючи права як онук Валерана II, герцога Лімбурга.
1285 року вступив у конфлікт з Генріхом II фон Фінстінгеном, архієпископом Тріра, після того, як відібрав в останнього 1/20 всіх церковних податків, призначену для оборони, був навіть відлучений від церкви за введення нових мит на містян Тріра — на ринках уздовж Мозеля. Того ж року брав участь у величному лицарському турнірі в замку Шовансі.
У 1287 році боротьба за герцогство Лімбург перейшла у заключну фазу. Жан I, герцог Брабанту, викупив в Адольфа VII, графа Берга, права на Лімбург та домігся нейтралітету льєзького єпископа Жана IV Енгієна 1287 році Генріх VI захопив єпископа Льєжа, який через 5 місяців погодився сплатити викуп. Потім граф Люксембургу уклав союз з Зигфрідом фон Вестербургом, архієпископом Кельна.
1288 році рушив на Лімбург. По дорозі зустрів Рейнальда I, графа Гельдерна, що погодився продати Генріхові VI та його брату Валерану I де Люксембург-Лін'ї права на Лімбург за 40 тис. марок. Втім у битві біля Воррінгену в червні того ж року Генріх IV та його союзники зазнали нищівної поразки від коаліції на чолі із Жаном I брабанським. Сам граф Люксембург разом з братами загинув. Йому спадкував син Генріх VII.

## Родина
Дружина — Беатрис, донька сеньйора Бодуена д'Авена.
Діти:
- Генріх (1269/1275 — 1313) — граф Люксембургу, імператор Священної Римської імперії
- Валеран (д/н—1311) — сеньйор де Дурлі, де Тірімон і де Консорр
- Маргарита (д/н— 1336) — абатиса монастиря Марінталь в Люксембурзі
- Феліціта (д/н—1336) — дружина Жана Тристана, сеньйора Газбека
- Бодуен (1285—1354) — архієпископ Тріра